# Alpha Regio
Alpha Regio est une région de la planète Vénus s'étendant sur près de 1 900 kilomètres et centrée par 25,5° S et 0,3° E.

## Description
Alpha Regio est l'une des premières structures identifiées à la surface de Vénus, en 1964, en raison de sa nature réfléchissante pour les ondes radar utilisées pour explorer la surface vénusienne à travers les nuages de la planète. Cette propriété vient du relief particulier de cette région, de type tessera, constituée de terrains anciens d'altitude moyenne (1 à 2 kilomètres au-dessus des plaines environnantes) fracturée et pliée selon plusieurs directions pour lui donner une apparence carrelée, ou « en tuiles ».
L'origine et la nature de ces terrains sont aujourd'hui encore mal comprises, mais on pense qu'il s'agit des plus anciennes structures encore visibles à la surface de Vénus,, datant tout au plus d'un milliard d'années. On observe ainsi que les plaines de lave alentour tendent à recouvrir les marges d'Alpha Regio, confirmant que leur surface est plus récente que celle des tesserae.
Elle a été nommée ainsi par l'Union astronomique internationale en 1979 d'après alpha, première lettre de l'alphabet grec.